# Tom Heaton
Thomas David »Tom« Heaton, angleški nogometaš, * 15. april 1986, Chester, Anglija, Združeno kraljestvo.
Heaton je nogometni vratar, ki je od leta 2021 član Manchester Uniteda.